# 남산로 (순천시)
남산로(Namsan-ro) 전라남도 순천시 남제동 신흥삼거리에서 풍덕동 이마트사거리 를 연결하는 도로이다.

## 주요 경유지
전라남도
- 순천시 (남제동 . 풍덕동)

## 노선
| 이름             | 접속 노선           | 소재지 | 소재지 | 비고 |
| ---------------- | ------------------- | ------ | ------ | ---- |
| 신흥삼거리       | 우석로              | 순천시 | 남제동 |      |
| (남산)           | 남산1길 남산2길     | 순천시 | 남제동 |      |
| (동신흥)         | 남산3길 동신흥길    | 순천시 | 남제동 |      |
| (철길건널목앞)   | 남산4길 남산6길     | 순천시 | 남제동 |      |
| (장평)           | 남산7길 장평13길    | 순천시 | 남제동 |      |
| (원협하나로마트) | 장평로 순천만정원로 | 순천시 | 남제동 |      |
| (풍덕새)         | 풍덕2길 풍덕새길    | 순천시 | 풍덕동 |      |
| (풍덕1)          | 풍덕1길             | 순천시 | 풍덕동 |      |
| (풍덕4)          | 풍덕4길             | 순천시 | 풍덕동 |      |
| 팔마대교         |                     | 순천시 | 풍덕동 |      |
| (중앙초)         | 중앙초등길          | 순천시 | 풍덕동 |      |
| (풍덕주택)       | 풍덕주택길          | 순천시 | 풍덕동 |      |
| (평촌)           | 풍덕주택4길 평촌길  | 순천시 | 풍덕동 |      |
| (하풍1)          | 풍덕주택3길 하풍1길 | 순천시 | 풍덕동 |      |
| (하풍2)          | 역전장1길 하풍2길   | 순천시 | 풍덕동 |      |
| 이마트사거리     | 팔마로              | 순천시 | 풍덕동 |      |

## 주요 건물 및 시설
- 맥시칸치킨 남부점 (남산로 15/남정동 535-13)
- 농협 순천원예농협 주유소 (남산로 39/남정동 561-5)
- 농협 순천원예농협 (남산로 46/남정동 10)
- 농협 순천원예농협 본점 (남산로 46/남정동 10)
- 티스테이션 풍덕점 (남산로 127/풍덕동 892-2)
- 피자나라치킨공주 순천풍덕점 (남산로 151/풍덕동 875-32)
- 굽네치킨 순천풍덕점 (남산로 153/풍덕동 875-40)
- GS칼텍스 친구주유소 (남산로 192/덕암동 221-7)